# Ternstroemia moaensis
Ternstroemia moaensis är en tvåhjärtbladig växtart som beskrevs av A. Borhidi och O. Muniz. Ternstroemia moaensis ingår i släktet Ternstroemia och familjen Pentaphylacaceae. Inga underarter finns listade i Catalogue of Life.